# 让-克里斯托夫·佩罗
让-克里斯托夫·佩罗（法語：Jean-Christophe Péraud，1977年5月22日—），法国男子自行车运动员。他曾代表法国参加2004年、2008年和2012年夏季奥林匹克运动会自行车比赛，获得一枚银牌。